# Mikko Härkin
Mikko Härkin, (Keitele, 1979. május 25. –) finn zenész,  a finn metálzene egyik kimagasló egyénisége.

## Életpályája
A zene iránti érdeklődése még nem forrt ki igazán, mikor 4-5 esztendős korában nagyapjától megkapta élete első zongoraleckéit. Később szülei beíratták egy kollégiumba, s Mikko nem volt lelkes a zongoraleckéktől, egészen 12 esztendős koráig, amikor is egy reggelen, az iskolában meghallotta a svéd gitárvirtuóz Yngwie Malmsteen egyik számát. Azután megkapta Yngwie CD-it, melyek rendkívül megváltoztatták a zenéhez való hozzáállását. Ezt követően foglalkozott sokkal komolyabban a zenével.
Az első együtteséhez, a Kenzinerhez még 1999-ben csatlakozott, s még ugyanabban az évben rögzítették a The Prophecies albumot, mely Mikko életében az első általa feljátszott album.
Egy évre rá a Sonata Arctica billentyűse lett, és olyan együttesekkel turnézott, mint pl. a Stratovarius, vagy a Rhapsody. Ő játszotta fel a Sonata Arctica második albumát, mely Silence címmel jelent meg 2001-ben, de az együttes első élő koncert CD-jén, a Songs of Silence-en is Mikko hallható a billentyűknél. 2002 végén azonban személyes okokra hivatkozva elhagyta a bandát.
2003-ban egy új együttest alapított, Wingdom néven, Sami Asppel (ének) és Jukkával (gitár). Jukka már 1998 óta együtt dolgozott vele. A Wingdom progresszívabb stílusra váltott a két új tag, Alexandro Lotta (korábbi Rhapsody-tag) és Markus Niemispelto érkezésével. 2005-ben felvették az első albumot, Reality címmel, majd Mikko kilépett.
Később egy Divinefire nevű együttes felkérte őt, hogy játssza fel az egyik, Hero című albumuk szintetizátoros részeit. Ekkor ismerte meg Jani Stefanovich-ot, a gitárost, akivel jelenleg is együtt dolgozik. Még szintén 2003-ban szállt be a Random Eyes-ba. Ott is készült egy album, már abban az évben, címe Eyes Ablaze. A Random Eyes projekt sem bizonyult állandónak, idővel őket is otthagyta.
Kis idő elteltével újabb bandát alapított, nevük Essence of Sorrow. A felállás a következőképpen nézett ki:
Az énekesi posztot Christian Palin, a Random Eyes énekese töltötte be, a gitáros az előbb említett Jani Stefanovic lett, Markus is csatlakozott, aki korábban a Wingdom dobosa volt. A billentyűs pedig természetesen maga Mikko Härkin lett. 2007 januárjában jelent meg első albumuk, a Reflections from the Obscure.
Mikko jelenleg a Mehida billentyűse is, szintén 2007-ben vették fel az első közös albumot, Blood & Water címmel. A tagok nem újak, a Wingdom három tagja - Mikko mellett Jarno Raitio és Markus Niemispelto - illetve Jani Stefanovich az Essence of Sorrow-ból és a Divinefire-ból alkotják a felállást.

## Felszerelése
Többnyire Roland szintetizátorokat használ, leginkább a V-Synth-et (ez a felszerelés legjobb darabja). A Mehida albumot is ezzel játszotta fel, de emellett még Fantom XR és Korg Triton Rack szintetizátorokat, illetve néhány programot is alkalmaz.

## Diszkográfia
- Kenziner – The Prophecies (1999)
- Sonata Arctica – Silence (2001)
- Sonata Arctica – Songs of Silence (2002)
- Random Eyes - Eyes Ablaze (2003)
- Divinefire – Hero (2005)
- Wingdom – Reality (2005)
- Essence of Sorrow – Reflections from the Obscure (2007)
- Mehida – Blood & Water (2007)